# لا بينتانا
لا بينتانا هي بلدية في تشيلي تقع في الجزء الجنوبي من سانتياغو ، وهي ضمن إقليم سانتياغو متروبوليتان ، وهي موطن أنتومابو، الحرم الجامعي للعلوم الزراعية والبيطرية لجامعة تشيلي أقدم جامعة في تشيلي .